# Suzanne Valadon
Marie-Clémentine Valade, mais conhecida como Suzanne Valadon (Bessines-sur-Gartempe, 23 de setembro de 1865 – Paris, 7 de abril de 1938) foi uma pintora francesa pós-impressionista e personalidade marcante na cena artística parisiense no período que precede o cubismo. Foi garçonete dos cafés de Montmartre e acrobata, abandonando o circo para tornar-se modelo de Renoir, Puvis de Chavannes e Toulouse-Lautrec. Iniciou-se, sob proteção de Edgar Degas, na pintura, no pastel e no desenho, tornando-se, pouco tempo depois, a primeira mulher admitida na Société Nationale des Beaux-Arts.

## Obras
Suas primeiras obras datam de 1892 e 1893, destacando-se entre elas o retrato de Erik Satie, então seu amante. Sua produção será marcada inicialmente pela estética dos pintores de Pont-Aven, como Gauguin e Paul Sérusier, particularmente acentuada após a separação do marido, Paul Moussis, ocorrida em 1909. Passa então a dedicar-se exclusivamente à pintura, fortemente influenciada por Degas, Van Gogh e Matisse. Foi mãe do pintor Maurice Utrillo, conhecido tanto pelo estilo poético de suas narrativas dos subúrbios de Montmartre quanto por sua conturbada biografia, desde cedo marcada pelo alcoolismo.

## Legado feminista
Como uma das artistas francesas mais bem documentadas do início do século XX, a obra de Valadon tem sido de grande interesse para historiadoras da arte feministas, especialmente devido ao seu foco na forma feminina. Seu trabalho era franco e ocasionalmente estranho, muitas vezes caracterizado por linhas fortes, e sua resistência às convenções acadêmicas e de vanguarda para representar o nu feminino estimularam o interesse em seu trabalho: Tem-se argumentado que muitas de suas imagens de mulheres sinalizam uma forma de resistência a algumas das representações dominantes da sexualidade feminina na arte ocidental do início do século XX. Muitos de seus nus pintados a partir da década de 1910 são fortemente proporcionados e, às vezes, colocados de maneira desajeitada. Eles estão conspicuamente em desacordo com o tipo esbelto e 'feminino' que pode ser encontrado nas imagens de populares e em seu autorretrato de 1931, quando ela tinha 66 anos, se destaca como um dos primeiros exemplos de uma pintora registrando seu próprio declínio físico.
Sua primeira exposição institucional nos Estados Unidos será realizada na Barnes Foundation na Filadélfia em setembro de 2021. Ela agora é conhecida por ter sido uma importante artista moderna que, como muitas outras mulheres talentosas, tem sido pouco reconhecida.

## Galeria

### Arte de Valadon

Auto-retrato, 1883
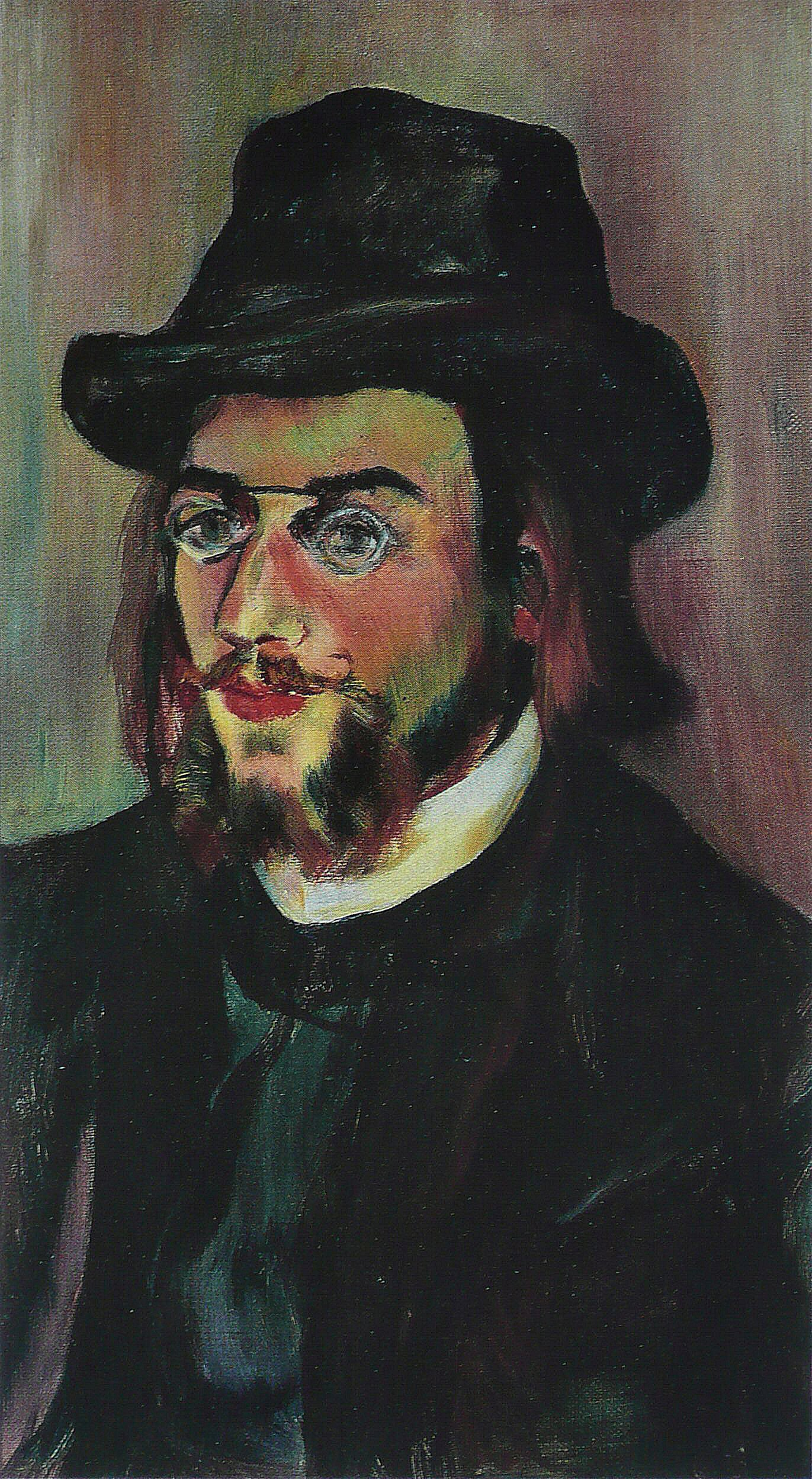
Retrato de Erik Satie, 1893
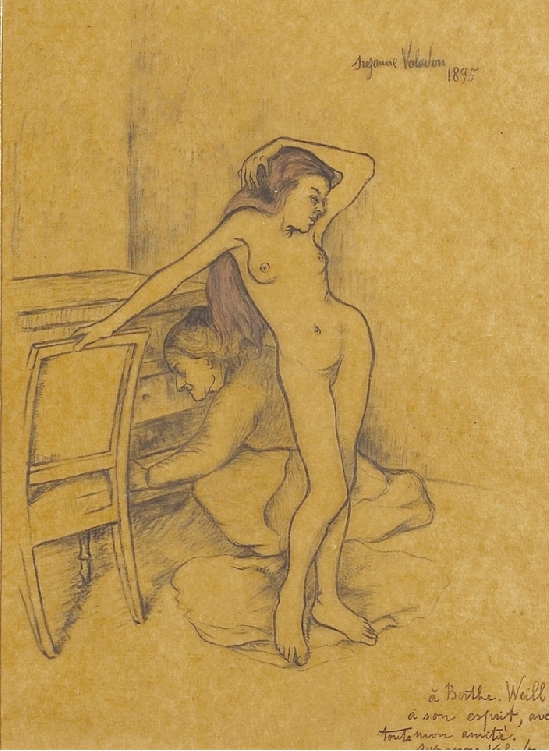
Nu, 1895
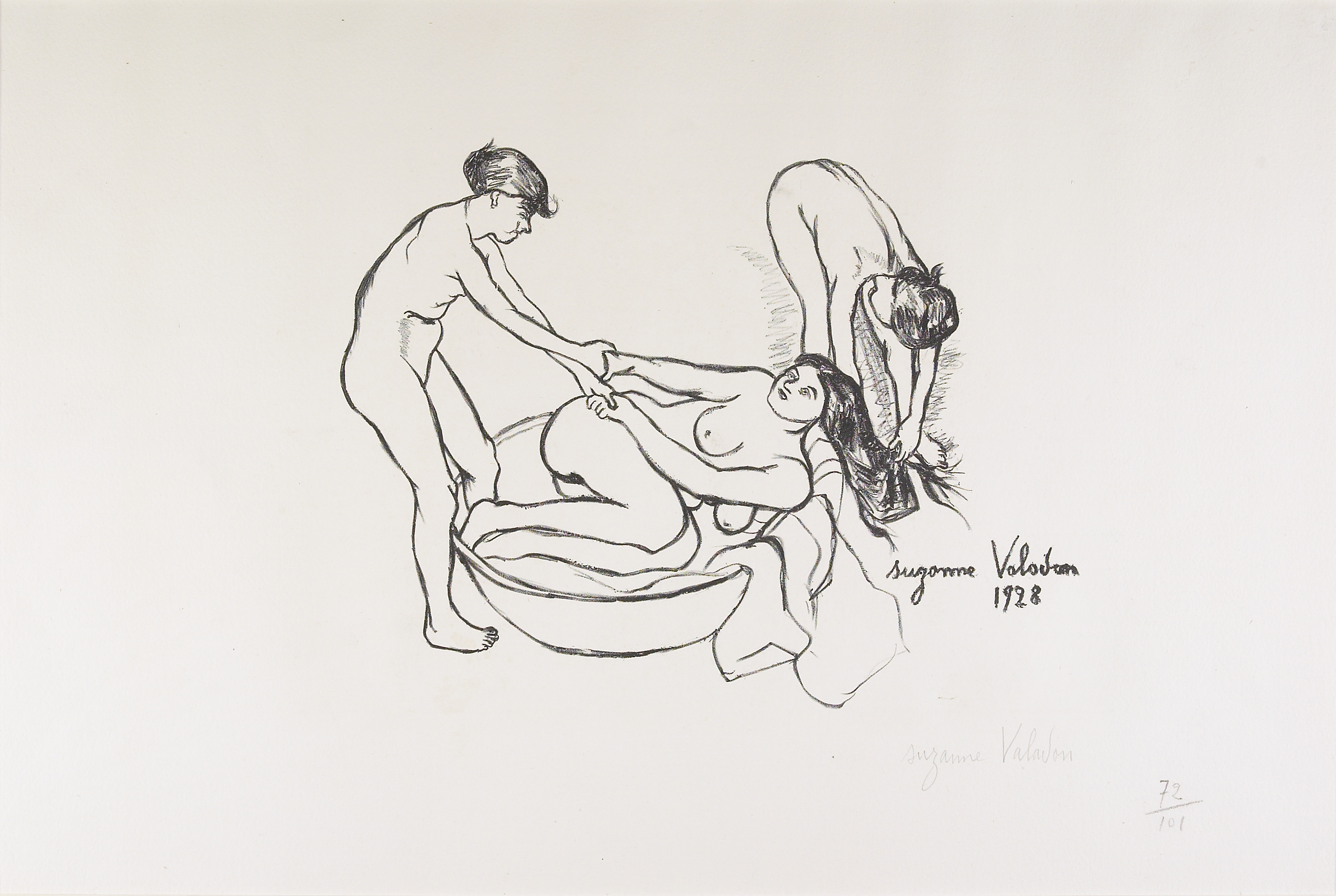
Mulher, c.1895
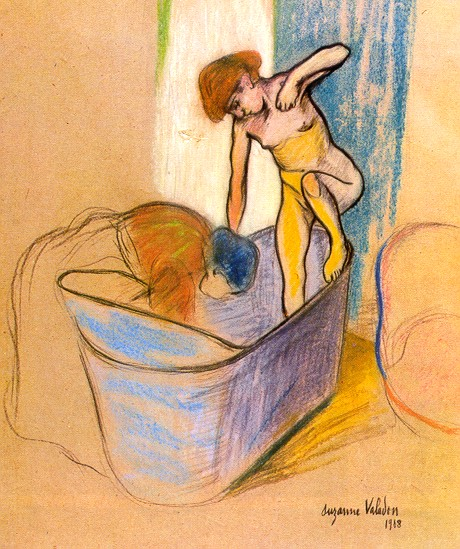
O banho, 1908
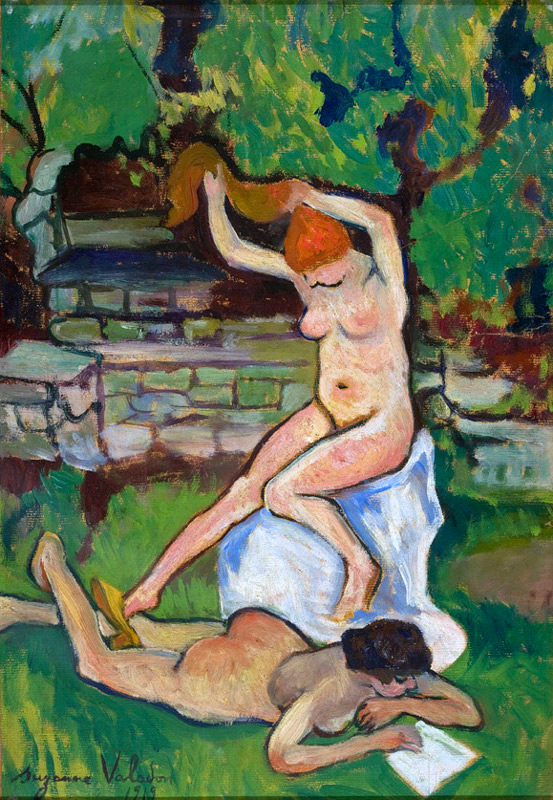
Nus, 1919
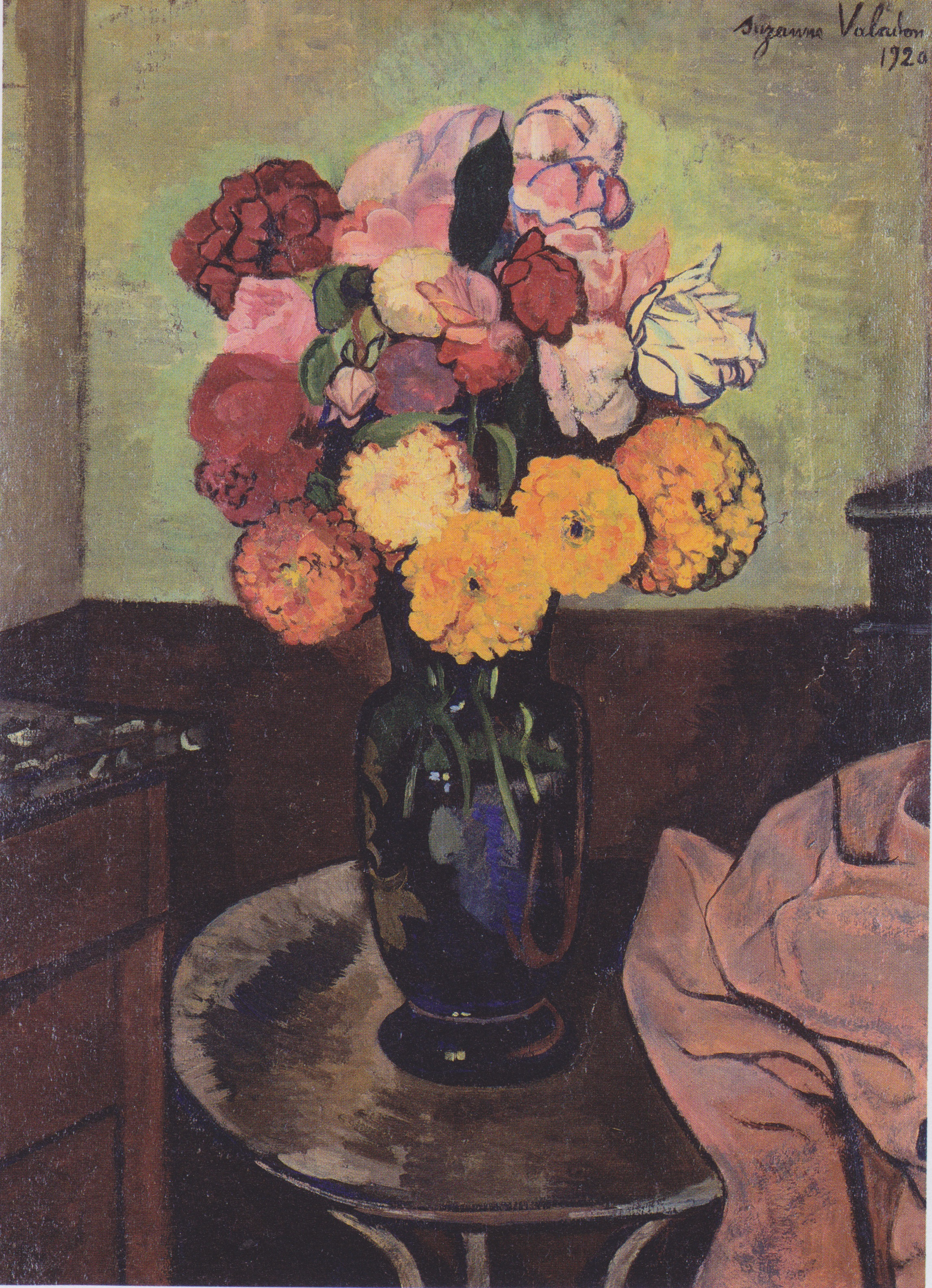
Flores em uma mesa redonda, 1920
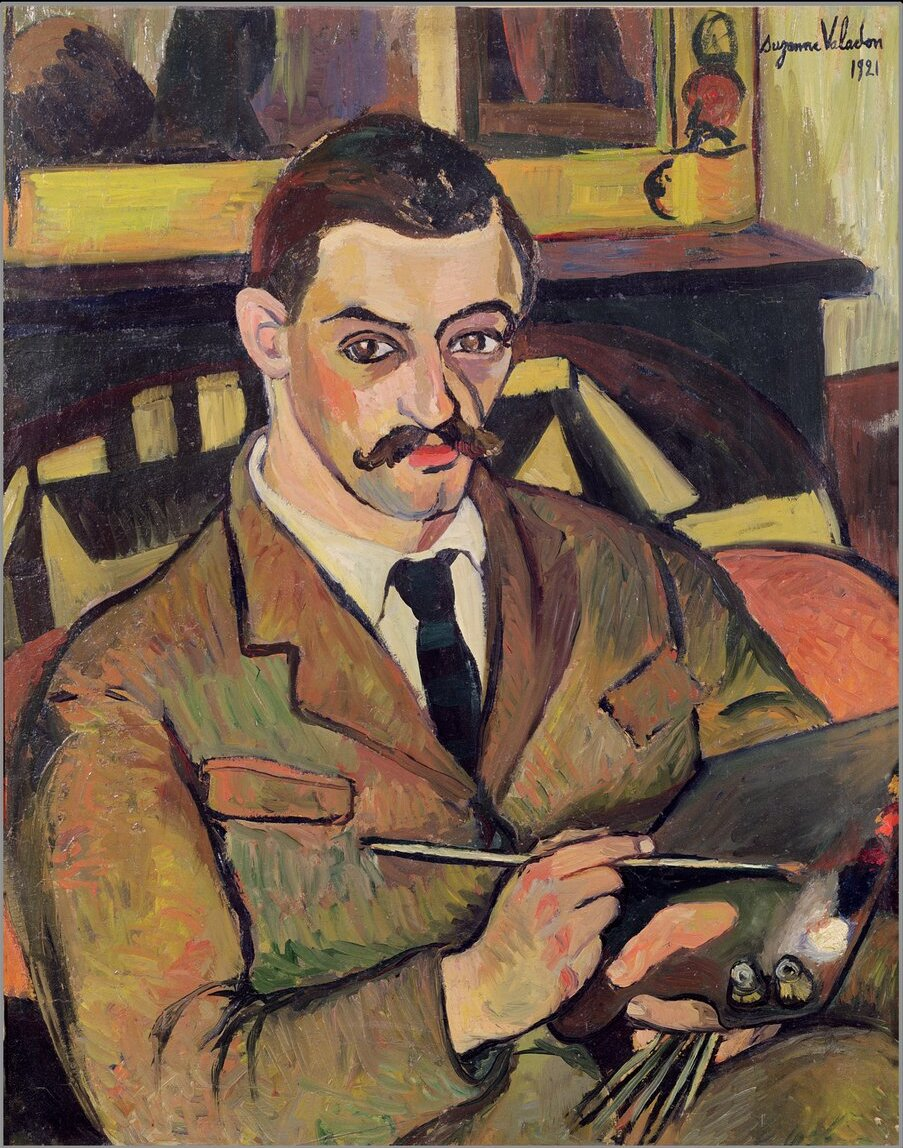
Retrato do Pintor Maurice Utrillo, 1921
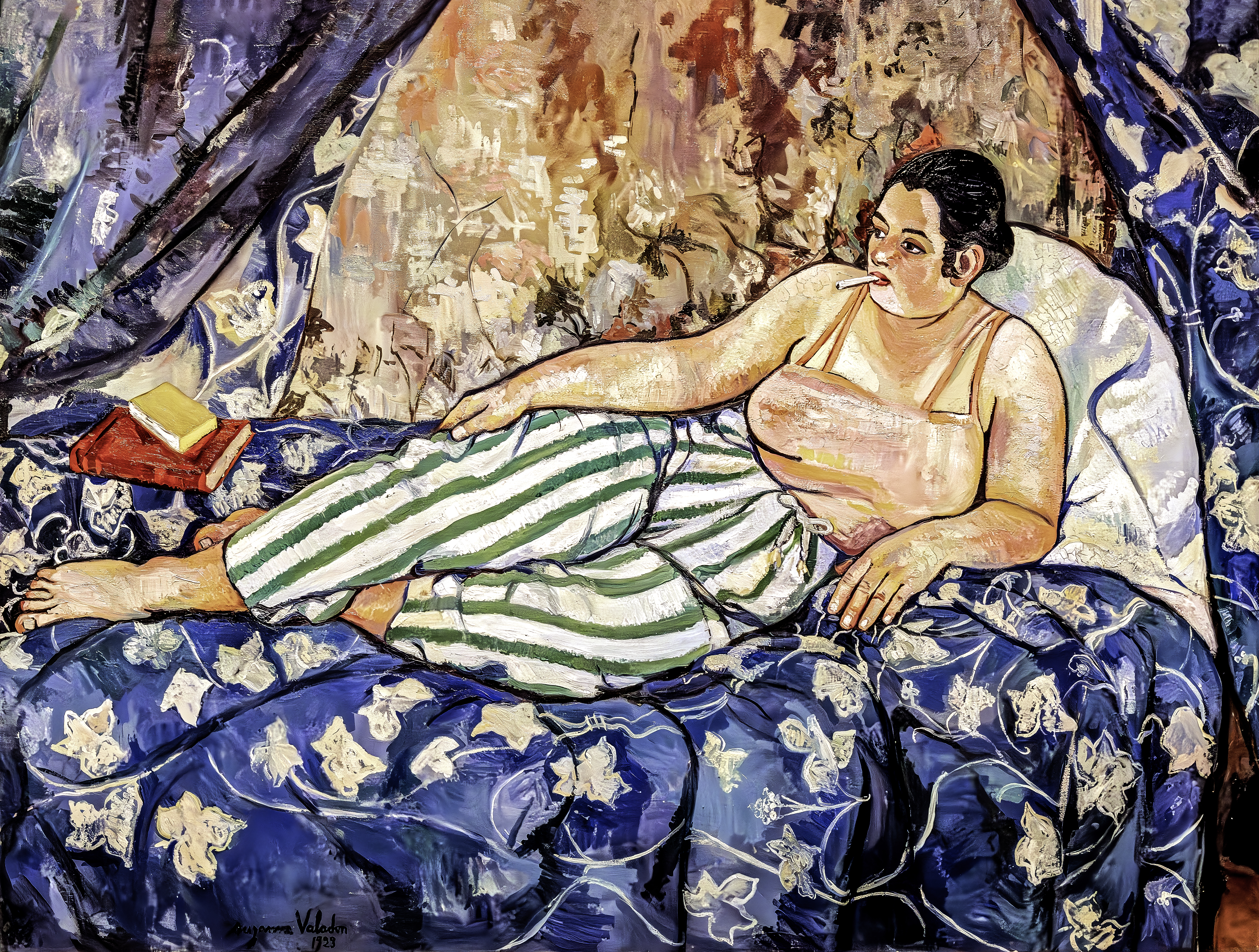
A Sala Azul (La chambre bleue). 1923
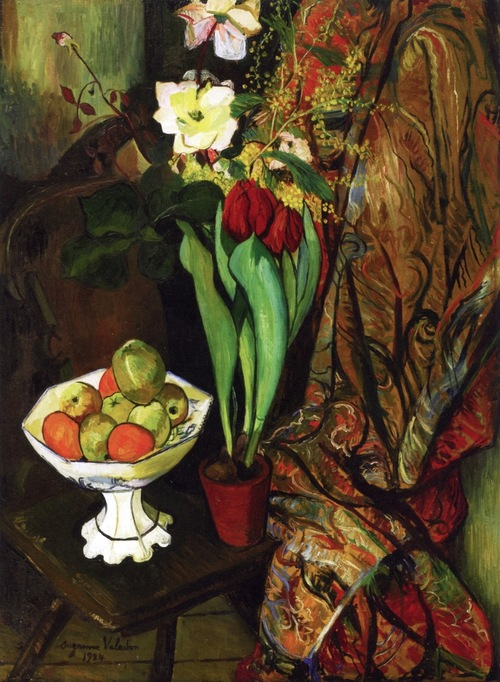
Natureza morta com tulipas e tigela de frutas, 1924
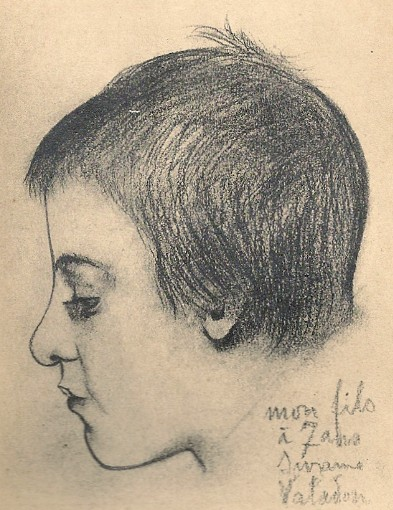
Meu filho aos 7 anos, 1925
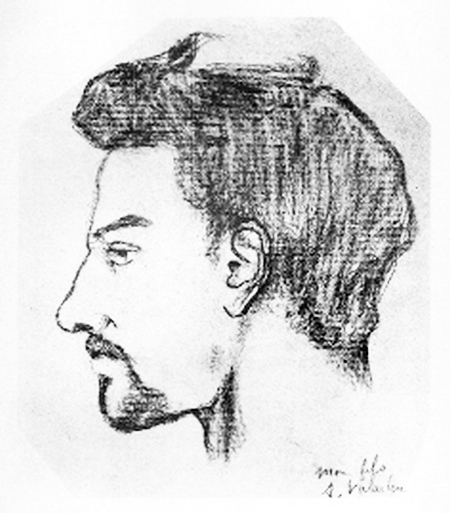
Retrato de Maurice Utrillo, 1925
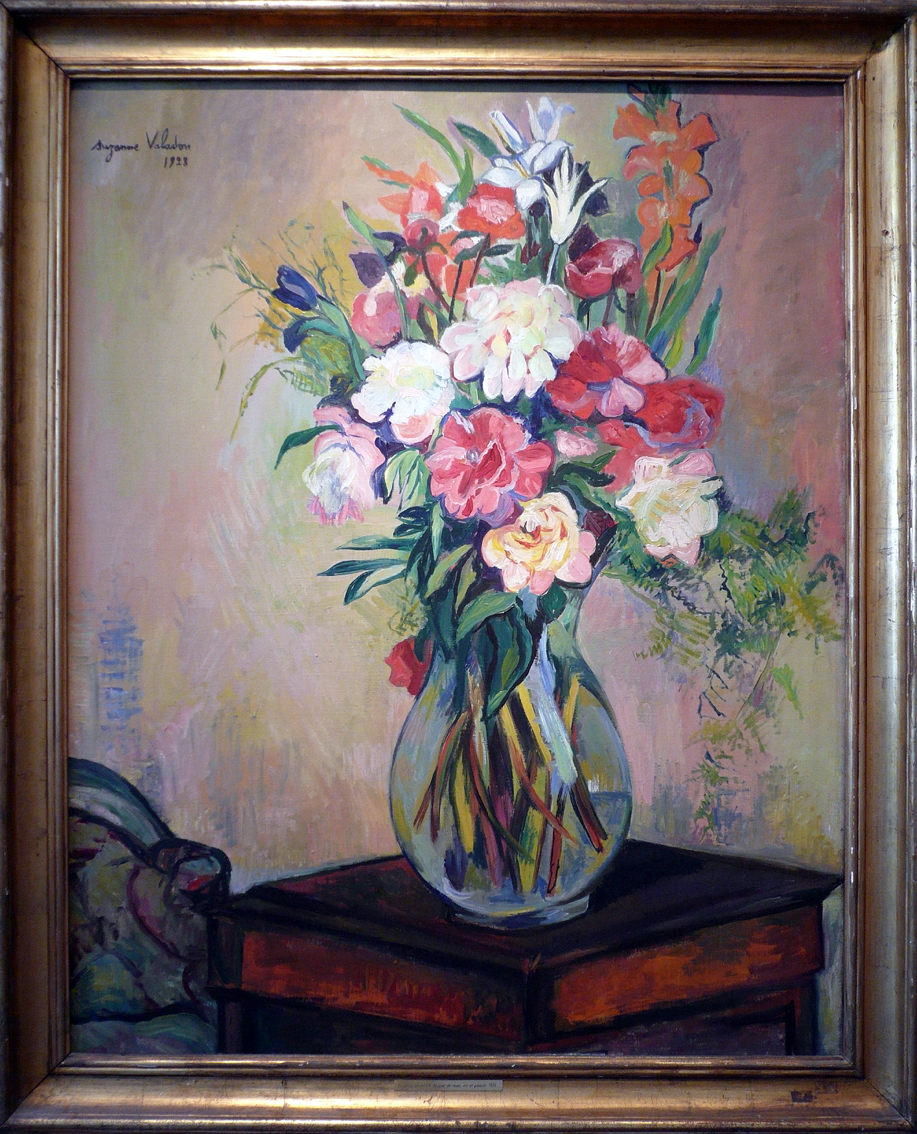
Buquê de flores, 1928
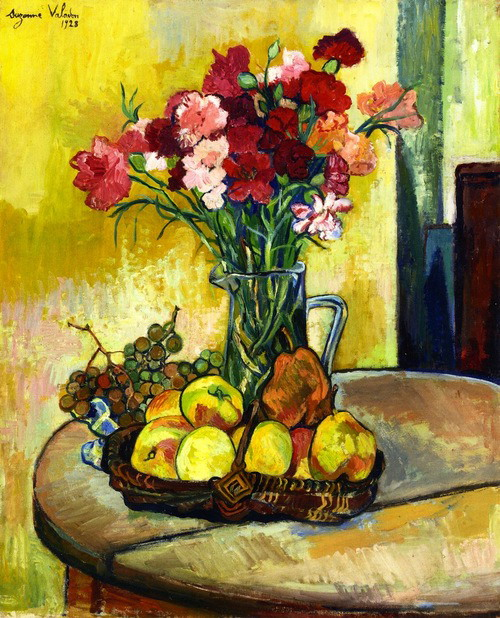
Natureza morta com cesta de maçãs Vaso de flores, 1928
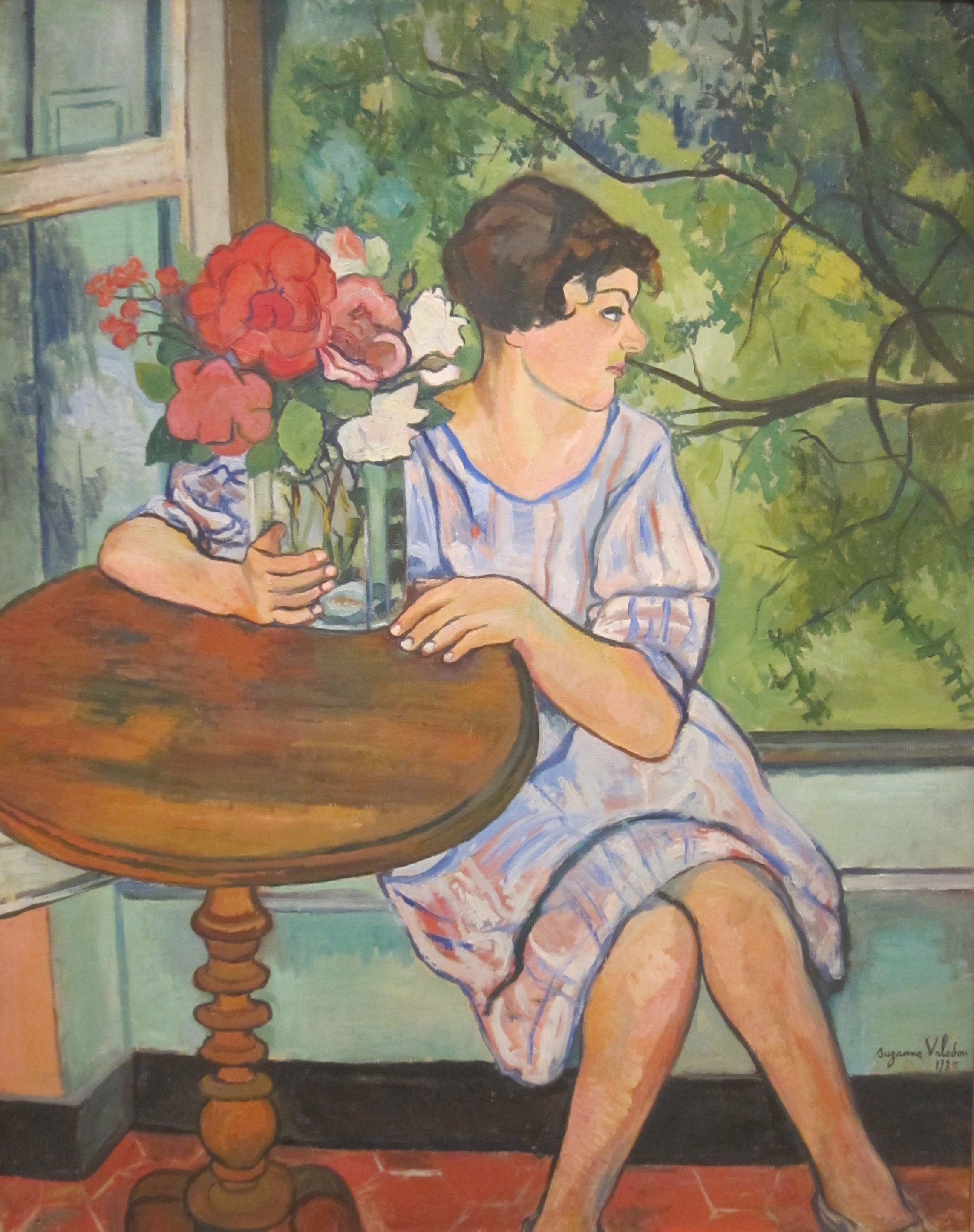
Jovem em frente a uma janela, 1930
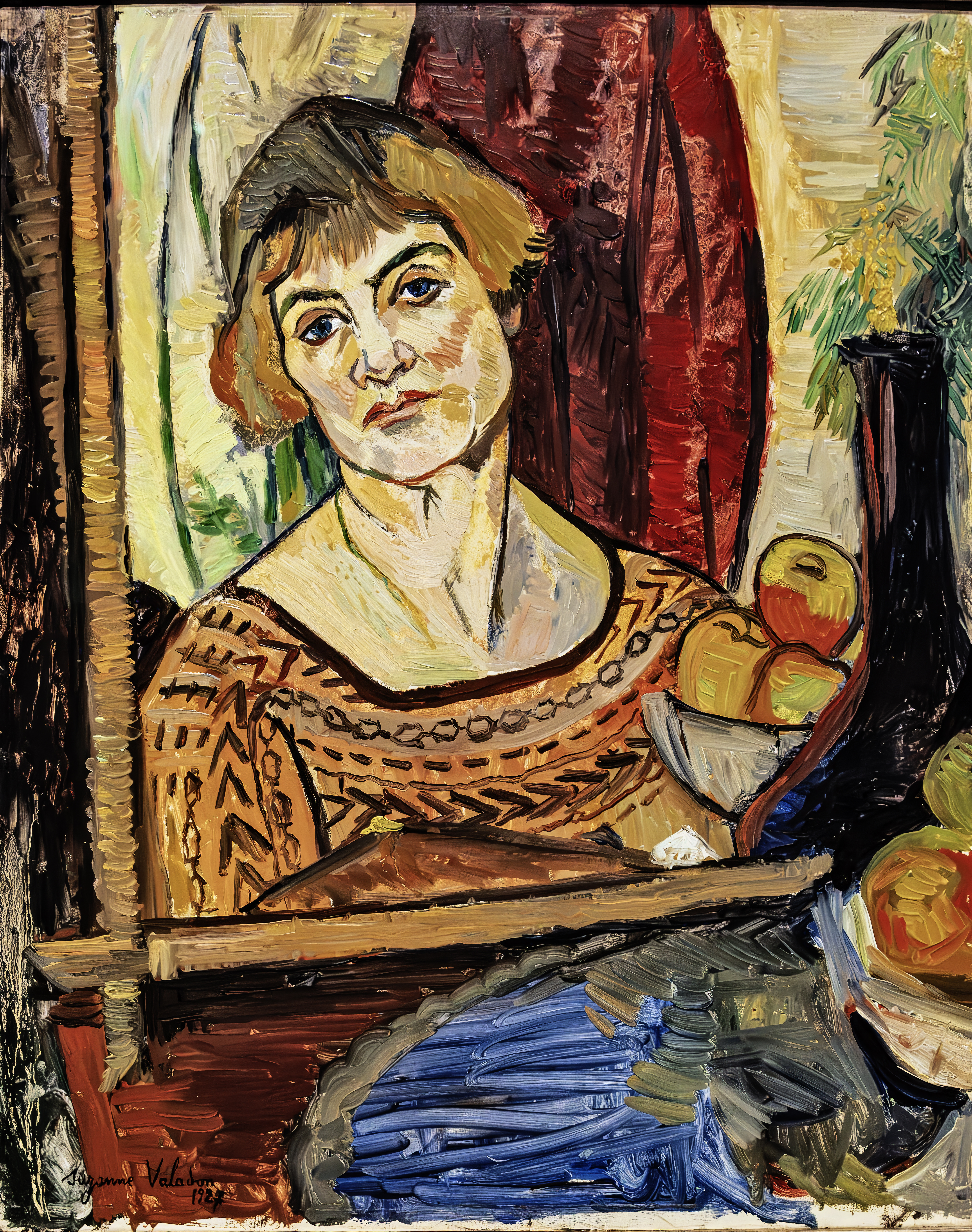
Suzanne Valadon, huile sur carton marouflé sur bois
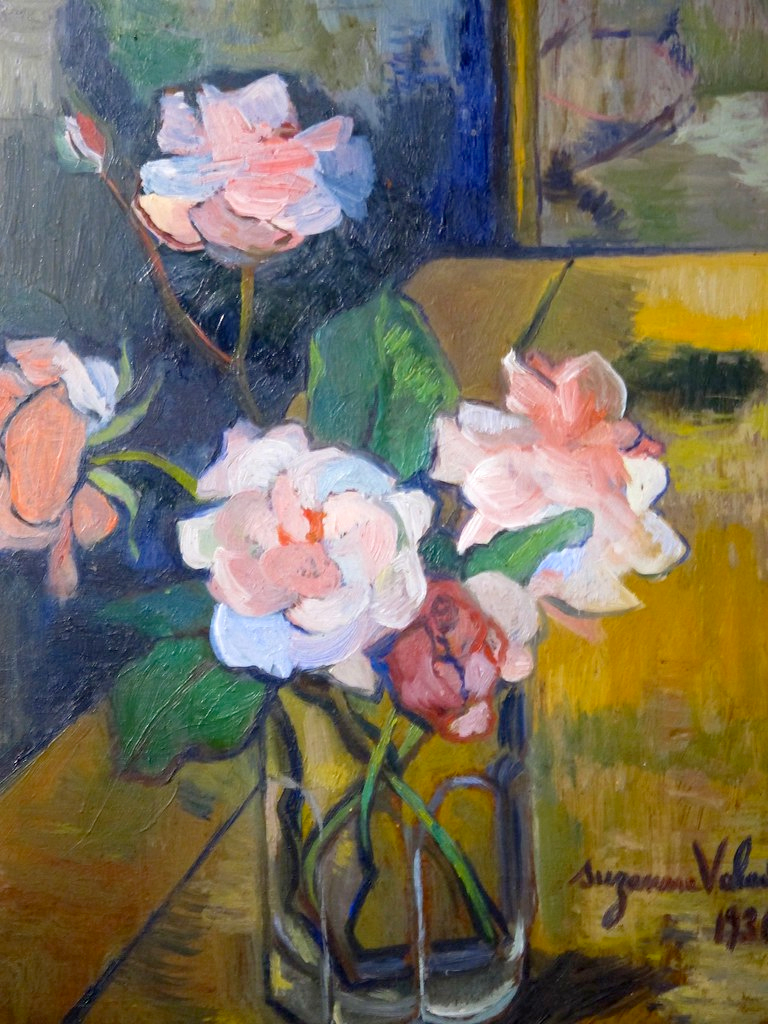
Bouquet de roses 1936
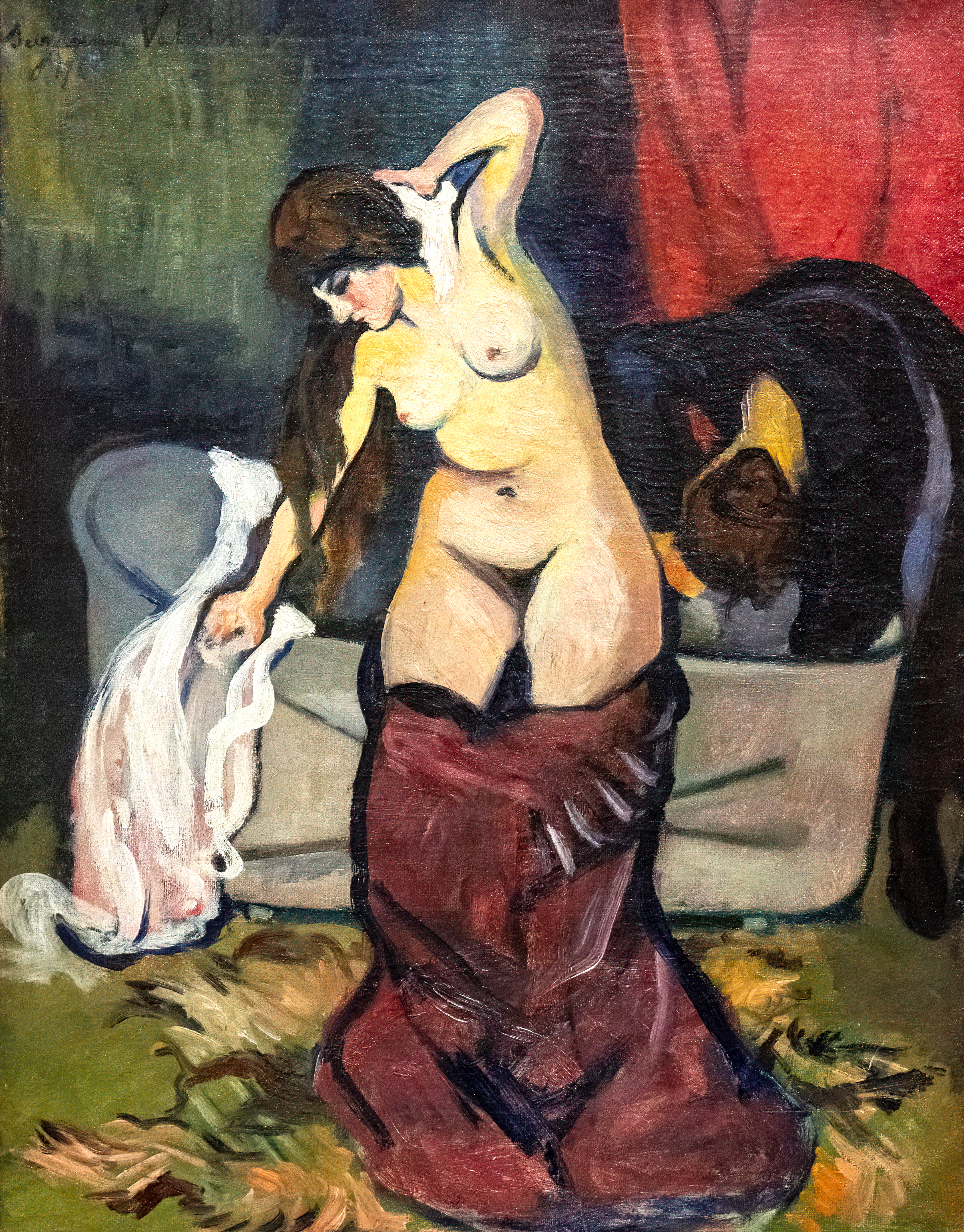
Suzanne Valadon, Young Girl Bathing, óleo sobre tela

### Retratos de Valadon

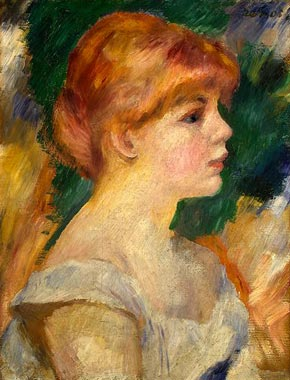
Retrato do perfil de Suzanne Valadon , de Renoir, 1885
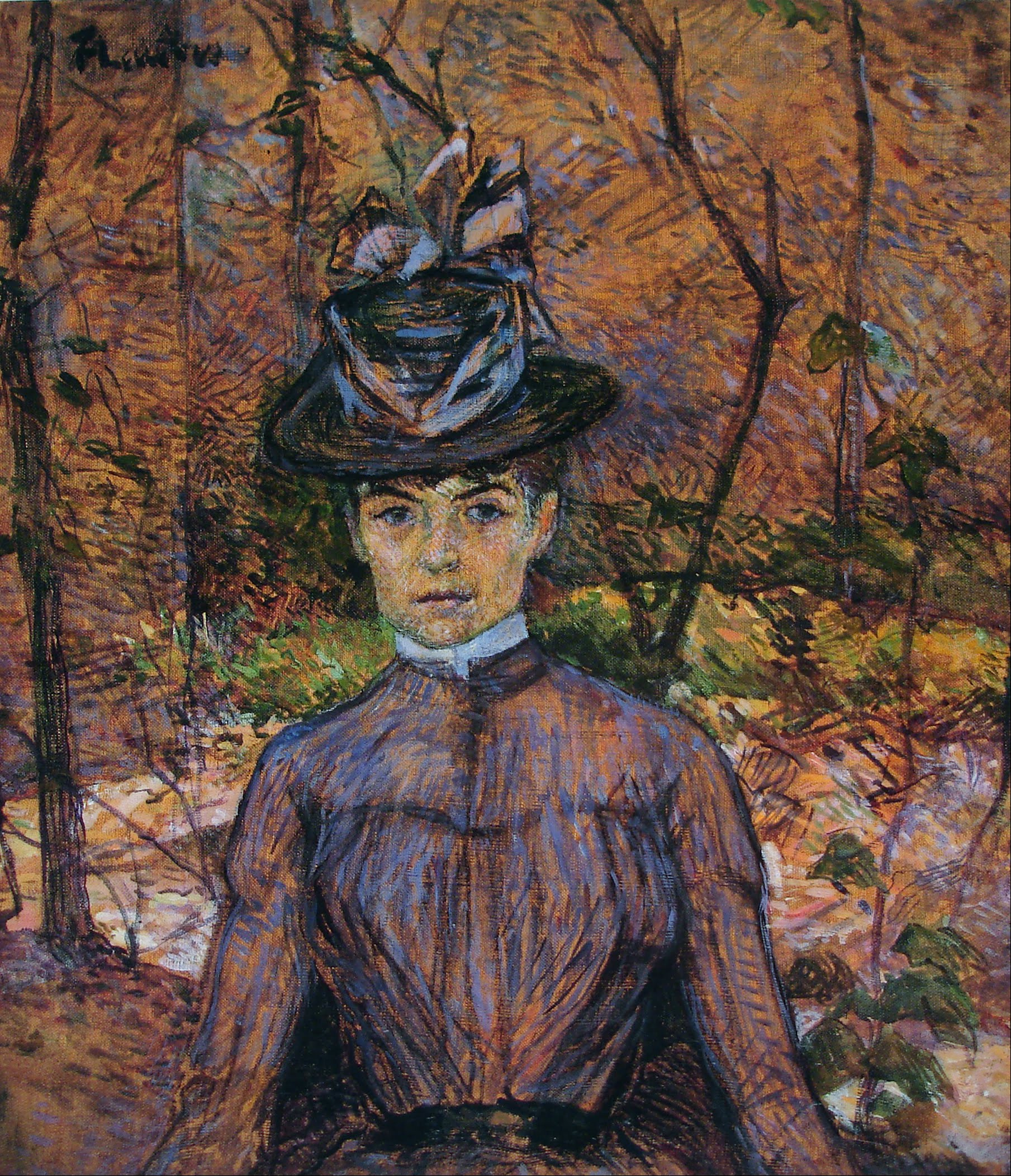
Retrato de Suzanne Valadon , 1885, de Henri de Toulouse-Lautrec
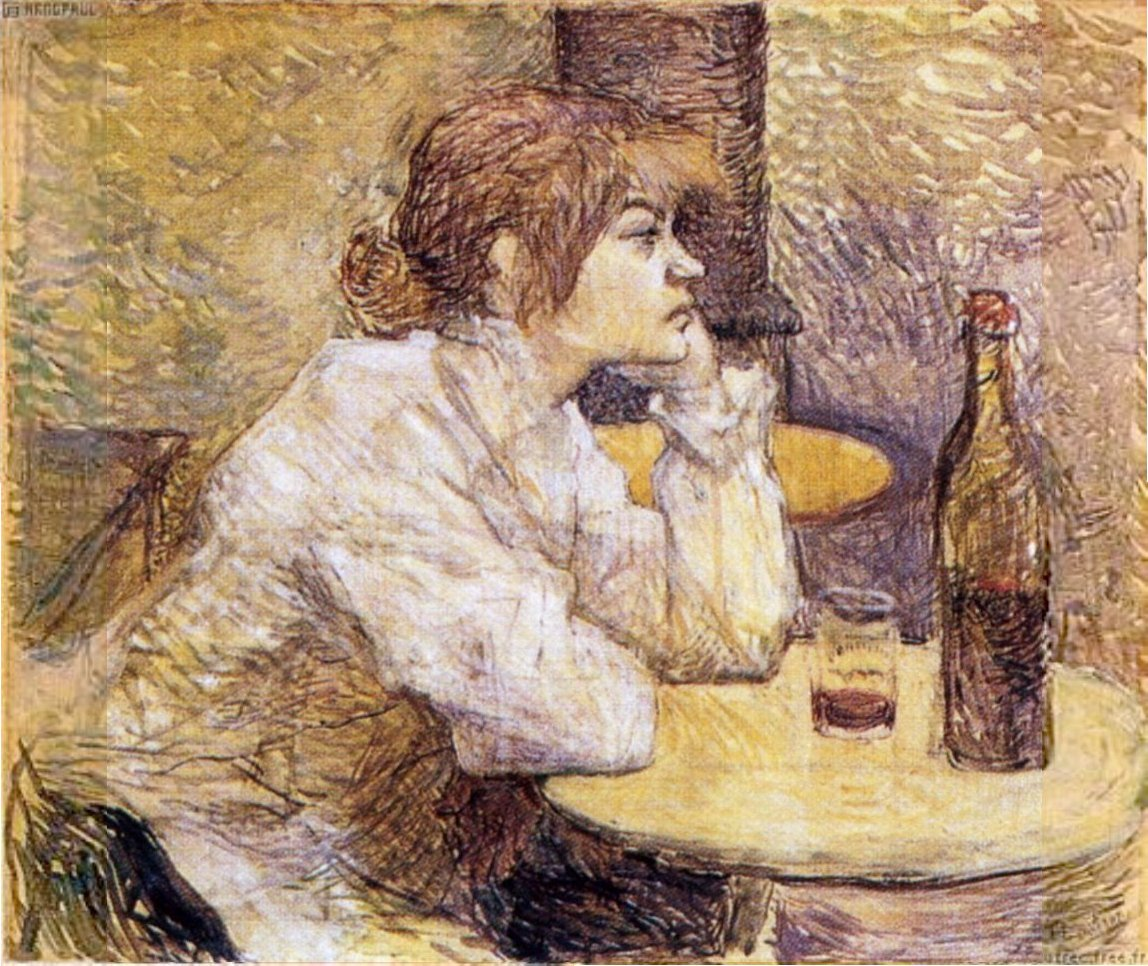
The Hangover (Suzanne Valadon), de Henri Toulouse-Lautrec, c. 1888
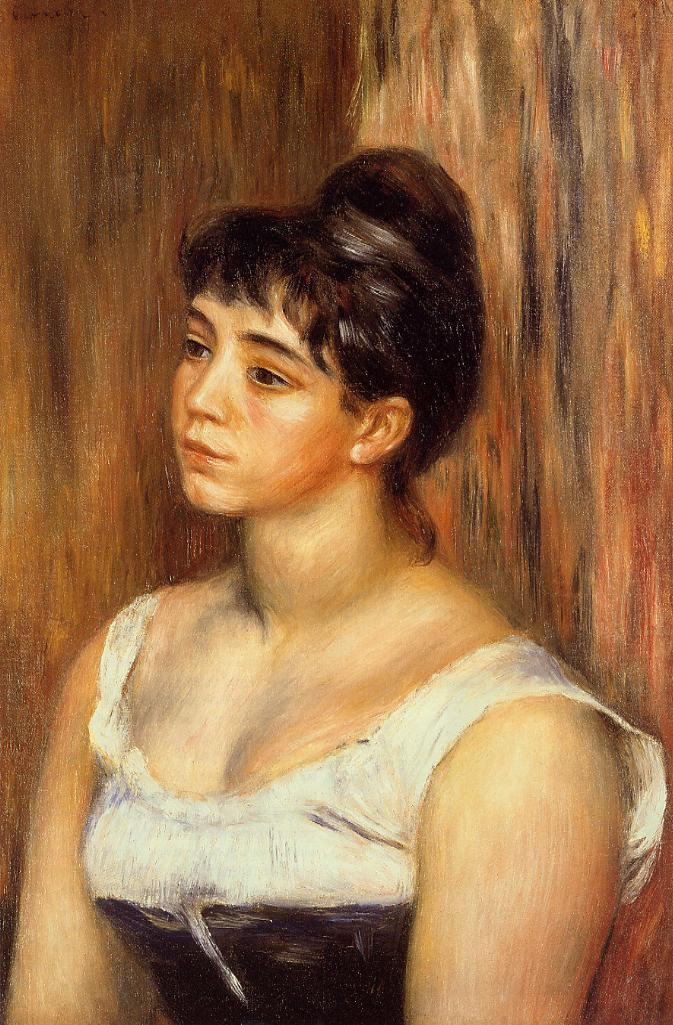
Retrato de Valadon pintado por Pierre-Auguste Renoir (1885)